# Yoxford
Yoxford – wieś w Anglii, w hrabstwie Suffolk. Leży 34 km na północny wschód od miasta Ipswich i 141 km na północny wschód od Londynu.